# Luciano Pavarotti
Luciano Pavarotti, italijanski tenorist, * 12. oktober 1935, Modena, Italija, † 6. september 2007, Modena, Italija.
Pavarotti je bil eden najbolj priljubljenih opernih pevcev v drugi polovici 20. stoletja. 

## Življenje
Prvi javni nastop je imel z vlogo Rodolfa v operi La Boheme, 29. aprila 1961. V milanski Scali je prvič nastopil leta 1966, v newyorški Metropolitanski operi pa leta 1968. Odtlej je njegova slava strmo naraščala in dosegla vrhunec leta 1990, ko je skupaj s tenoristoma Placidom Domingom in Josejem Carrerasom nastopil v času svetovnega nogomentega prvenstva (FIFA) v Italiji. Posnetek s »Koncerta treh tenorjev« do danes nosi naslov najbolj prodajane plošče klasične glasbe vseh časov. Pavarottijev zaščitni znak je bila arija Nessun dorma iz Puccinijeve opere Turandot, ki je po letu 1990 dosegla status glasbene pop uspešnice. 
V zadnjih letih je poučeval solopetje.
Pevec je umrl v 72. letu starosti zaradi raka na trebušni slinavki.